# Charles Burlureaux
Charles Clément Burlureaux né à Dijon, France le 24 juillet 1851 et décédé le 18 janvier 1927 à Paris était un médecin et psychiatre français. Il a travaillé comme professeur agrégé au Val-de-Grâce à Paris.

## Études
Il étudie la médecine à l'École impériale du Service de santé militaire de Strasbourg à partir de 1867. Il est reçu docteur en médecine en 1874.

## Carrière militaire
Il exerce comme médecin militaire à partir de 1874, notamment dans l'armée territoriale. Il est nommé professeur agrégé du Val-de-Grâce en 1889. Il quitte l'armée en 1894 pour s'établir comme médecin libéral à Paris.

## Travaux
Ses premiers travaux concernent la « folie paralytique » qu'il étudie chez les prostituées pour sa thèse. Par la suite, il collabore avec Auguste Voisin sur la paralysie générale et la mélancolie.
Après son départ de l'Armée, il s'intéresse aussi à l'antisepsie dans les maladies contagieuses.
Il participe au tout début du XXe siècle au sein de la Société française de prophylaxie sanitaire et morale au courant prophylactique, c'est-à-dire, à l'époque, à la lutte contre les maladies vénériennes : il publie notamment en 1902 dans le bulletin de cette société un texte intitulé Pour nos filles quand elles auront 16 ans. Conseils discrets d’un médecin.
À parir de 1908, il revient vers la psychiatrie. Il figure parmi les premiers médecins psychiatres à avoir envisagé la possibilité de thérapeutique des maladies mentales.

## Ouvrages
- 1874 : Considérations sur le siège, la nature et les causes de la folie paralytique. Librairie académique Perrin. Réédition 2017, Hachette-Bnf  (ISBN 9782019642266).
- 1880 (avec Auguste Voisin) : De la mélancolie dans ses rapports avec la paralysie générale. Éditions Masson.
- 1894 : Traitement de la tuberculose par la créosote. Rueff et Cie.
- 1908 : Un danger social, la purgation. Réédition 2016, Hachette-Bnf  (ISBN 9782013546386).
- 1914 : Traité pratique de psychothérapie. Librairie académique Perrin.

## Distinctions
Il est fait chevalier de la Légion d'honneur le 23 janvier 1901 et élevé au grade d’officier le 14 juillet 1912. Il était aussi officier d'Académie en 1906.